# Alberto e Gianni Tirelli
Alberto e Gianni Tirelli sono un duo musicale attivo dal 1973 al 1988; dopo aver militato all'interno del gruppo Quarto Sistema, addottò diverse denominazioni (Lapera, Triangolo, I Tirelli e James & John).

## Storia del gruppo
Alberto e Gianni Tirelli iniziano la loro attività musicale all'interno dei Quarto Sistema, gruppo prog italiano attivo tra il 1973 e il 1974 con la Durium insieme a Cristiano Malgioglio e alla cantante Roxy Robinson. Gli ultimi due, arruolato Italo Ianne, proseguiranno successivamente all'uscita dei Tirelli come Nuovo Sistema per l'etichetta discografica Ri-Fi, tra il 1975 e il 1977, dedicandosi in seguito alle proprie carriere soliste.
Nel 1973 Alberto e Gianni Tirelli escono dal gruppo per proseguire come duo con il nome Lapera, ottenendo un contratto con la casa discografica Durium nel 1974 e a cui rimarranno legati per un paio d'anni. Il primo disco che pubblicano è il singolo Cristalli di parole del 1974, prodotto da Franco Cassano, cui segue l'album L'acqua purificatrice nel 1975, arrangiato e diretto da Pinuccio Pirazzoli. Questo è un concept album contenente due lunghe suite (una per lato) con brani collegati tra loro, ed è basato su parti vocali ed arrangiamenti orchestrali. Successivamente la formazione dà alle stampe ancora i singoli Stop segreto nel 1975 e A piedi nudi nel 1977.
Nel 1979 il duo diventa un trio con l'arrivo di Sergio Conte, ex Flora Fauna e Cemento, e passano alla Fontana Records, una sussidiaria della Philips, cambiando il nome in Triangolo. Con questo nome pubblicano nel 1979 il secondo album, Triangolo, di genere prog/cosmico.
Nei primi anni ottanta i fratelli Tirelli, ritornati alla formazione a due, proseguono l'attività per l'etichetta DDD - La Drogueria di Drugolo dedicandosi a un genere più pop, utilizzando come denominazione I Tirelli, con cui pubblicano il loro terzo album Amore mandarino nel 1981 e l'anno successivo l'EP Qdisc Verità '60, contenente quattro cover di brani di Neil Sedaka.
Alla fine del decennio, passati alla Forever Records, pubblicano come James & John i singoli italo disco Stay With Me Baby (1987) e Kokkaburrae (1988). In seguito si occupano inoltre della realizzazione di sigle di cartoni animati, oltre che dell'attività di session man e arrangiatori.
Successivamente Gianni Tirelli, passato alla SAAR Records, prosegue la propria attività come solista. Nel 1990 pubblica l'album La qualità dell'acqua, cui fa seguito nel 1999 Alba mediterranea. Nel 2004 pubblica l'album Fuoco angeli e vino per la Click Records, etichetta da lui stesso fondata nel 1984, e, nel 2008, Amore ballato per la SAAR Records. Nello stesso anno pubblica il singolo Un sorriso nel cielo, sigla del Giro d'Italia.
Gianni Tirelli ha inoltre pubblicato alcuni libri, tra cui un volume di aforismi, Pensieri biologici per l'editore Nuove Scritture, e il saggio Verità relativa, per Sofia Editore, ed è inoltre attualmente attivo sul web con propri profili su YouTube e Facebook.

## Formazione
- Alberto Tirelli (1973-1988)
- Gianni Tirelli (1973-1988)
- Sergio Conte (1979, solo nei Triangolo)

## Discografia

### Discografia come Quarto Sistema

#### Singoli
- 1973 - Un giorno senza amore/Quando ti accorgi
- 1973 - Uomini palla/Sole mare amore
- 1974 - Grande grande uomo/Esta es la razon
- 1974 - Quella notte Chicago morì/Eternamente bella
- 1974 - Valida ragione/Grande grande uomo

### Discografia come Lapera

#### Album
- 1975 - L'acqua purificatrice

#### Singoli
- 1974 - Cristalli di parole/Forse faccio male
- 1975 - Stop segreto/Cristalli di parole
- 1976 - A piedi nudi/Sei tu l'amore

### Discografia come Triangolo

#### Album
- 1979 - Triangolo

#### Singoli
- 1979 - Km. 94/Il primo anello del potere

### Discografia come I Tirelli

#### Album
- 1981 - Amore mandarino

#### EP
- 1982 - Verità '60

#### Singoli
- 1981 - Addio Milano
- 1981 - Dimmi per chi/Shillà
- 1982 - Io senza te/Musica che rapisce

### Discografia come James & John

#### Singoli
- 1987 - Stay With Me Baby
- 1988 - Kokkaburra

### Discografia solista di Gianni Tirelli

#### Album
- 1990 - La qualità dell'acqua